# Championnats de France de ski nordique 2016
Navigation
2015 2017
La 103e édition des championnats de France de ski nordique a eu lieu du 25 au 27 mars 2016 à Méribel pour les épreuves de ski de fond et biathlon et à Courchevel pour les épreuves de combiné nordique et saut à ski.

## Résultats

### Ski de fond
| Épreuves                  | Or                                                                             | Argent                                                                        | Bronze                                                                                            |
| ------------------------- | ------------------------------------------------------------------------------ | ----------------------------------------------------------------------------- | ------------------------------------------------------------------------------------------------- |
| Mass-start femmes (10 km) | Anouk Faivre-Picon                                                             | Marion Colin                                                                  | Marie Kromer                                                                                      |
| Mass-start hommes (15 km) | Adrien Backscheider                                                            | Maurice Manificat                                                             | Robin Duvillard                                                                                   |
| Relais comité femmes      | Massif Jurassien 1- Laurane Dreyer - Lucie Colin - Anouk Faivre-Picon          | Mont-Blanc 1- Camille Bened - Léna Quintin - Marie Kromer                     | Alpes-Provence- Louise Fourbet - Flora Dolci - Coraline Hugue                                     |
| Relais comité hommes      | Dauphiné 1- Lilian Broisat - Lucas Gaillard - Jules Lapierre - Robin Duvillard | Mont-Blanc 1- Brice Milici - Hugo Lapalus - Martin Collet - Maurice Manificat | Alpes-Provence 1- Mathieu Goalabre - Étienne Margaillan - Matis Bouscarra Gaubert - Richard Jouve |

### Biathlon
| Épreuves                    | Or                                                                                | Argent                                                      | Bronze                                                                                   |
| --------------------------- | --------------------------------------------------------------------------------- | ----------------------------------------------------------- | ---------------------------------------------------------------------------------------- |
| Mass-start femmes (10 km)   | Marie Dorin-Habert                                                                | Anaïs Bescond                                               | Marine Bolliet                                                                           |
| Mass-start hommes (12,5 km) | Simon Fourcade                                                                    | Antonin Guigonnat                                           | Quentin Fillon Maillet                                                                   |
| Relais par comité femmes    | Dauphiné 1- Deborah Laffont - Chloé Chevalier - Marie Dorin-Habert                | Savoie 1- Eve Bouvard - Justine Braisaz - Marine Bolliet    | Massif Jurassien 1- Lou Jeanmonnot Laurent - Léna Arnaud - Anaïs Bescond                 |
| Relais par comité hommes    | Mont-Blanc 1- Martin Perrillat Bottonet - Félix Cottet-Puinel - Antonin Guigonnat | Dauphiné 1- Élie Faret - Émilien Jacquelin - Simon Fourcade | Massif Jurassien 1- Pierre Monney - Martin Bourgeois République - Quentin Fillon Maillet |

### Combiné nordique
| Épreuve           | Or             | Argent           | Bronze         |
| ----------------- | -------------- | ---------------- | -------------- |
| Individuel hommes | François Braud | Geoffrey Lafarge | Antoine Gérard |

### Saut à ski
| Épreuves   | Or | Argent                                                                   | Bronze                                                                                   |
| ---------- | --- | ------------------------------------------------------------------------ | ---------------------------------------------------------------------------------------- |
| Femmes     | Lucile Morat                                                                                             | Julia Clair                                                              | Joséphine Pagnier                                                                        |
| Hommes     | Vincent Descombes Sevoie                                                                                 | Jonathan Learoyd                                                         | Ronan Lamy-Chappuis                                                                      |
| Par équipe | Mont-Blanc- Vincent Descombes Sevoie - François Braud - Noélig Revilliod-Blanchard - Thomas Roch-Dupland | Savoie- Arthur Royer - Jonathan Learoyd - Mathis Contamine - Tim Bernoud | Massif Jurassien- Edgar Vallet - Ronan Lamy Chappuis - Laurent Muhlethaler - Tom Balland |